# Hachijō-jima

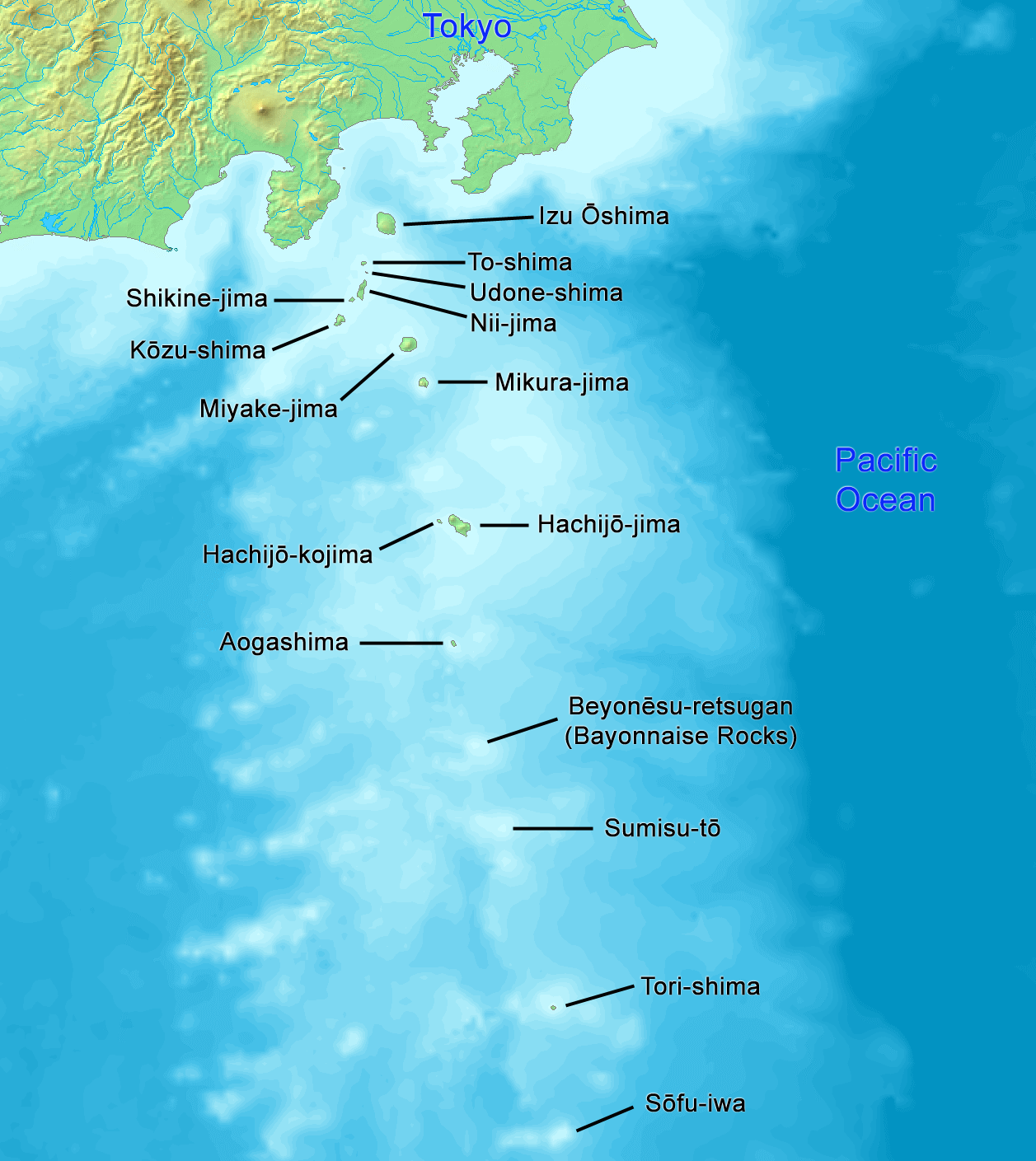
Izuöarna, Hachijō-jima i mitten

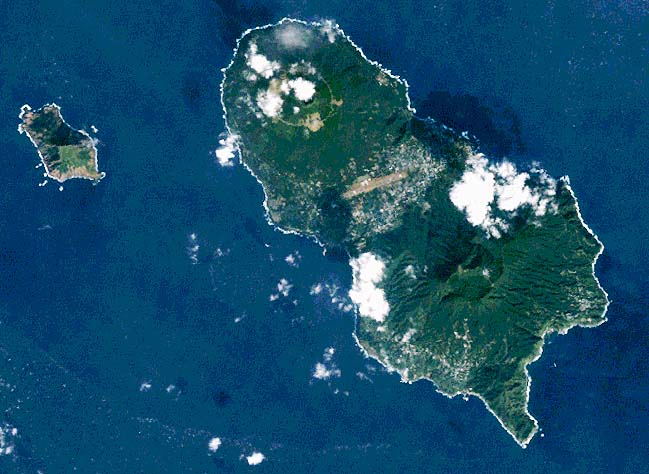
Hachijō-jima

Hachijō-jima (japanska  (八丈島?) Hachijō-jima) är en ö bland Izuöarna i nordvästra Stilla havet och tillhör Japan.

## Geografi
Hachijō-jima ligger cirka 290 kilometer söder om Tokyo och ca 160 km söder om huvudön Izu-Ōshima. 
Ön är av vulkaniskt ursprung och har en areal om ca 74 km² med en längd på ca 14 km och den omges av en rad småöar där den största Ko-jima ligger strax västerut. De högsta höjderna är vulkanen Nishi-yama (även Hachijō-Fuji) på cirka 854 m ö.h. på öns nordvästra del  och vulkanen Mihara-yama (även Higashi-yama) på öns sydöstra del. Ön ingår i också i Fuji-Hakone-Izu nationalpark och är ett populärt turistmål från fastlandet för sin natur, sina heta källor och vattenfallet.
Befolkningen uppgår till ca 9 000 invånare fördelad på huvudorten Mitsune på öns mellersta del nära flygplatsen och övriga byar Kaminato, Kanado, Kashidate, Nakanogo, Okazato och Sueyoshi. Förvaltningsmässigt utgör ön del i subprefekturen Hachijō-shichō och tillhör Tokyo prefekturen på huvudön Honshu. Hachijō-jima utgör området "Hachijō-machi" (Hachijō-stad) och Aoga-shima ca 70 km längre söderut utgör området "Aogashima-mura" (Aogashima-by). Båda delområden kräver förvaltningsrätten över de obebodda småöarna Beyonesu retsugan (Bayonaiseklipporna), Sumisutō-jima (Smithön), Sofugan (även Sōfu-Iwa, Lots hustru) och Tori-shima.
Öns flygplats Hachijō-jima Kūkō (Hachijō-jima flygplats, flygplatskod "HAC") har kapacitet för lokalt flyg och ligger på öns mellersta del, det finns även regelbundna färjeförbindelse med Tokyo på fastlandet.

## Historia
Det är osäkert när Izuöarna upptäcktes men de har varit bebodda i flera tusen år. 
Redan 1608 användes Hachijō-jima till exil för kriminella.
1878 under Meijirestaurationen blev området en del i Tokyo prefekturen.
1936 skapades Fuji-Hakone-Izu nationalpark och området införlivades i parkområdet 1964. 
1943 omstrukturerades Tokyos förvaltningsstruktur och områdets förvaltning övergick till "Tokyo-to-cho" (länsstyrelsen för Tokyo, engelska "Tokyo Metropolitan Government") som de tillhör idag.